# Vinărie

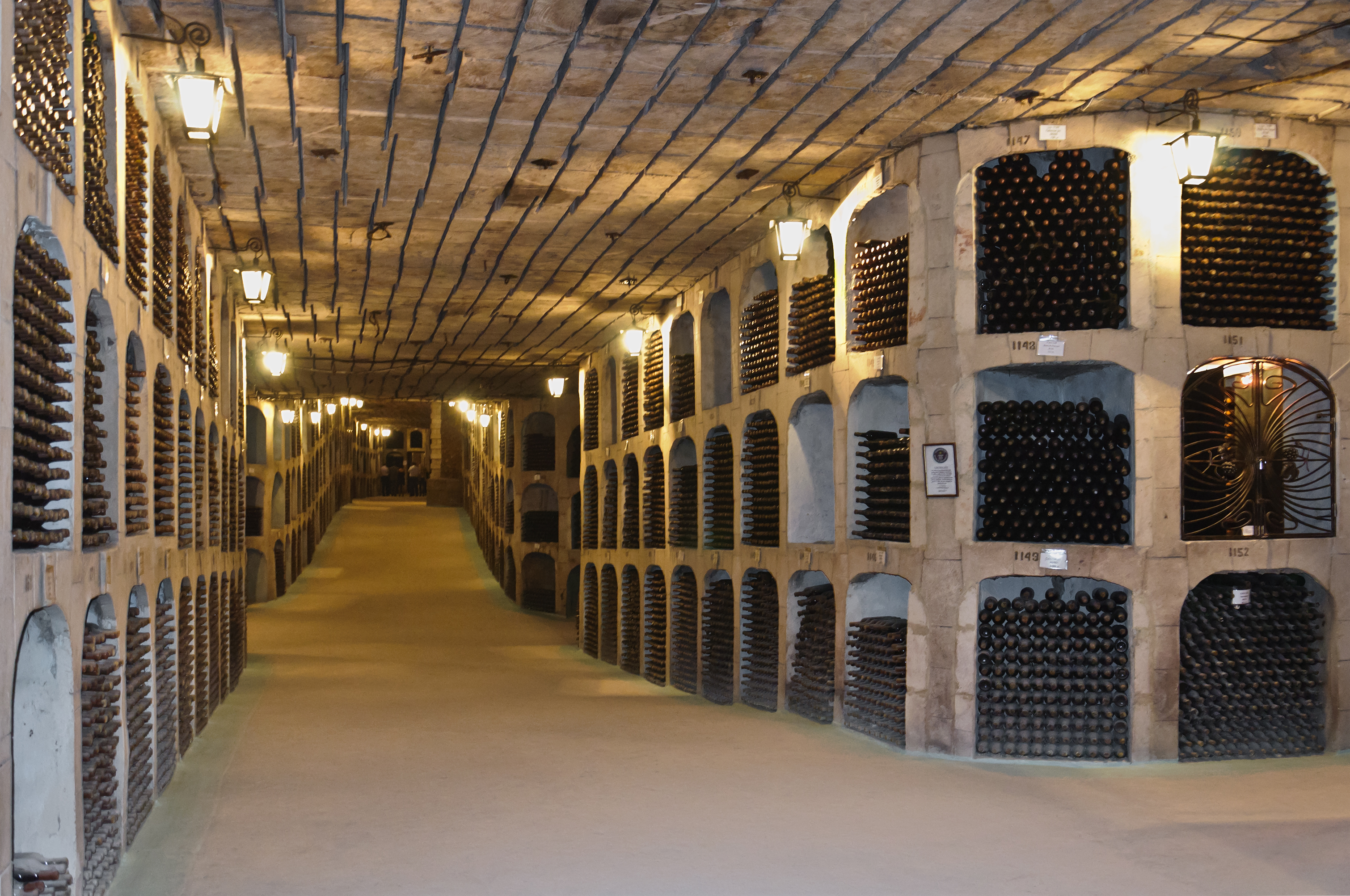
Pivnițele vinăriei Mileștii Mici, incluse în Guinness World Records

O vinărie este  o clădire ori proprietate în care se desfășoară o afacere specializată în producția de vinuri, cum ar fi o companie de vinificație. Alte înțelesuri ale cuvântului sunt: o pivniță în care se păstrează și se vinde vinul, cu sensul de cramă, sau un depozit de vinuri.
În afară de echipamentele de producere a vinului, vinăriile mai mari pot deține, de asemenea, laboratoare, depozite, linii de îmbuteliere și beciuri, uneori subterane (de ex: Cricova ori Mileștii Mici din Republica Moldova). Cea mai veche vinărie din lume existentă până în prezent este o fabrică de vin veche de 6000 de ani din regiunea Areni din Armenia, care produce vin și astăzi.